# Sisowath Monipong
Sisowath Monipong (khmer: ស៊ីសុវត្ថិ មុនីពង្ស; 25 d'agost de 1912 - 31 d'agost de 1956) va ser el segon fill del rei de Cambodja, Sisowath Monivong, i la reina Norodom Kanviman Norleak Tevi. Va formar part de la política cambodjana després de la Segona Guerra Mundial.

## Biografia
Va començar els seus estudis a Cambodja abans de marxar a França, primer a Grasse i després de Niçain Nice. Quan va tornar a l'Indoxina, el 1930, va passar un any al monestir de Vatt Botum Vaddey, a Phnom Penh.
L'any següent el príncep va tornar a França, on va entrar a la prestigiosa acadèmia de l'École spéciale militaire de Saint-Cyr-Coëtquidan. El 1939 es va unir a les Forces Aèries Franceses i va participar en operacions militars fins al juny de 1940. Després de la mort del seu pare, el 23 d'abril de 1941, el seu nebot, el rei Norodom Sihanouk, el va nomenar "Preah Ang Krom Luong", el 2 de maig de 1941.
A partir del 1941, el príncep Sisowath Monipong va participar activament a la política cambodjana. Va ser nomenat delegat reial per la salut, els esports i l'economia el 1946, ministre d'educació nacional al govern dirigit pel seu germà, el príncep Samdech Krom Preah Sisowath Monireth. El maig de 1949 va esdevenir director general de serveis al Palau Reial i, el novembre de 1949, va representar Cambodja a París, en la signatura del primer tractat entre els dos països, com a part de la Unió Francesa. Eventually, in 1950–1951, he is appointed Prime Minister (1 June 1950 – 3 March 1951).
El 1955, després de l'abdicació de Norodom Sihanouk i l'entronització del rei Norodom Suramarit i la reina Sisowath Kosamak, la seva germana gran, el príncep Sisowath Monipong va ser nomenat ambaixador de Cambodja a París, on va morir d'un atac de cor el 31 d'agost de 1956- El seu funeral es va celebrar a Phnom Penh dos anys més tard, seguint una antiga tradició de la monarquia khmer. Les seves cendres van ser dipositades pel seu fill gran, el príncep Sisowath Samyl Monipong, a l'stupa del rei Sisowath Monivong, al turó sagrat de Reach Troap, a Oudong.